# Опсада Сарајева
Опсада Сарајева је назив за опсаду коју су спроводиле јединице Југословенске народне армије а потом Војске Републике Српске над деловима града Сарајева. Сматра се да је трајала од 5. априла 1992. до 29. фебруара 1996. године.
Хашки трибунал је пресудио да је Војска Републике Српске окружила Сарајево опсадном снагом од 13.000 до 18.000 војника, позиционираних по околним брдима. Српске снаге су са брда нападале град наоружањем које је укључивало: артиљерију, минобацаче, тенкове, противваздушне топове, тешке митраљезе, вишеструке лансере ракета, авионске бомбе подешене за паљбу са лансера ракета (модификоване авио-бомбе) и снајперске пушке.
Само предратно мултиетничко Сарајево је одмах по почетку рата подељено по етничкој линији на део под контролом Муслимана и део под контролом Срба, који је назван Српско Сарајево. Део предратног града са муслиманском већином је пре рата био окружен насељима са српском етничком већином.
Према извештају експертске комисије Уједињених нација из 1994, близу 10.000 људи је убијено или нестало, укључујући преко 1.500 деце. У извештају се такође наводи да је 56.000 људи рањено, од чега близу 15.000 деце. Према Истраживачко-документационом центру на територији Сарајева је (по досадашњим подацима) током опсаде живот изгубило 13.972 особа, док је 39 особа живот изгубило у месецима који су претходили опсади, од чега 8.407 војника и 5.604 цивила.
Број становника је опао на 334.663 — 64% предратног становништва.
После рата, Међународни суд правде за бившу Југославију (МКСЈ) осудио је двојицу српских генерала за бројне злочине против човечности током провођења опсаде. Станислав Галић је осуђен на доживотну робију, док је Драгомир Милошевић осуђен на 29 година затвора. Једна од 11 тачака оптужнице у процесу против бившег председника Републике Српске Радована Караџића односи се на опсаду Сарајева. Поред Караџића, Хашки трибунал је поднио оптужницу и против српског генерала Ратка Младића, између осталог и за опсаду Сарајева.
Биљана Плавшић, коју је Хашки трибунал осудио на 11 година због злочина против човечности у својој књизи Сведочим тврди да Сарајево није било опкољено него да су се око српских села налазили танки полуотворени прстенови а да укупни број војника ВРС није прелазио 4.000. Српска села су се, према њој, налазила у „сендвичу”, при чему су се снаге Армије Републике БиХ — које су по њој имале укупно најмање 20.000 војника — са једне стране налазиле у Сарајеву, а са друге на Игману, Бјелашници и Трескавици.
У току целог рата у БиХ је у Сарајевско-романијском корпусу ВРС на подручју Сарајева и околине убијено 1.249, рањено 3.947 и нестало 55 бораца.

## Позадина
Од свог оснивања након Другог светског рата, југословенске власти су пажљиво надгледале национализам међу југословенским народима, пошто је исти могао да доведе до хаоса и распада државе. После смрти дугогодишњег председника СФРЈ Јосипа Броза Тита 1980, ова политика задржавања је добила драматичан обрт.
Миладин Петровић, тадашњи новинар „Народне армије” и сведок дешавања у Добровољачкој улици, изјавио је да су напади на припаднике Југословенске народне армије који су по редовној дужности у тадашњој СФРЈ боравили у касарнама у Сарајеву почели пре референдума о независности БиХ на који Срби нису изашли. Команда друге војне области СФРЈ која се налази у центру Сарајева је била, по његовој изјави, опкољена од стране паравојних муслиманских формација и пре 22. априла 1992. Припадници ЈНА су, по њему, опкољени у касарнама које су биле у делу града под контролом Муслимана, а тадашњи командант војне области генерал Милутин Кукањац је звао Ејупа Ганића и захтевао да се прекину напади на ЈНА. Убиство старог свата испред Старе цркве на Башчаршији, које се десило 1. марта 1992. године, додатно је подигло тензије у самом граду у коме је становништво било национално измешано.

## Почетак рата
Током ноћи 1. марта 1992. године, одмах после референдума за независност Босне и Херцеговине, Срби су подигнули барикаде у Сарајеву, насељима Бравско и Врточе близу Босанског Петровца, Чајничу и другим местима. Следећег дана, 2. марта 1992. године, једна особа је убијена у Сарајеву, док су две особе убијене у Добоју. Оружани сукоби су се одвијали у Сарајеву током ноћи 3. марта 1992. године. Сукоби су ескалирали крајем марта, када је српска војска појачала артиљеријску ватру на границу Босанског Брода убивши притом десет особа.
Масакр у Сијековцу су починиле хрватске оружане јединице, 26. марта 1992. године у Сијековцу код Брода.
- 17. марта, након напада српске војске на муслимански погреб, избила је борба између српских снага које су припадале парамилитарној групи под називом „Бели Орлови” и муслиманско-хрватских снага.
- 12. марта, два муслиманска полицијска официра су убијена близу Тузле. Нападачи нису никад идентификовани.

У Сијековцу, крај тадашњег Босанског Брода, 26. марта 1992. године хрватска војска и муслиманске снаге су према писању српске штампе починиле масакр и убили 9 Срба цивила. У масакру у Сијековцу је убијено укупно 46 Срба. Међутим, одређени аутори наводе да је наводни злочин у Сијековцу измислила српска страна, након што Срби нису успели да заузму Сијековац. У основном интервјуу са мештанима Сијековца, дошло се до сазнања да су већина убијених особа били војници укључени у сукоб, а смрт цивила је била проузрокована унакрсном паљбом. Такође, није било приметно да је у сукобу коришћена претерана сила.
- Прве половине априла, Срби у Полицијским снагама Босне и Херцеговине изјавили су да не признају наређења Босанске владе, те су формирали полицијску снагу која се састојала само из припадника српске националности.
- 4. априла је Председништво Босне и Херцеговине објавило општу мобилизацију територијалне одбране, која се састојала из неколико војних јединица.
- 5. априла су избиле борбе у Сарајеву. Српски полицајци су напали полицијске станице и потом зграду за обуку Министарства унутрашњих послова. Напад је проузроковао смрт двојице официра и једног цивила.[27]
- 5. априла је српски нападач пуцао на хиљаде учесника марша мира из окупиране зграде, убивши притом Суаду Дилберовић, по којој је данас мост на којем је убијена добио име.[28]

Прва жртва рата је предмет спора између Срба и Бошњака. Срби сматрају да је прва жртва рата био Србин Никола Гардовић, младожењин отац који је убијен у свадбеној поворци првог дана референдума, 1. марта 1992. године.
Неки (али не сви) Бошњаци сматрају да је то било једно од бројних политички оријентисаних убистава у првој четвртини те године; на пример, телевизија из Федерације такође наводи убиство господина Гардовића као један од могућих тренутака којима почиње рат.
Биљана Плавшић, у својој књизи Сведочим, наводи да је она и њена породица са скоро 180.000 Срба Сарајлија успела на почетку сукоба да избегне из Сарајева. Око 15.000 је остало у граду а за око 10.000 се не зна где су нестали. Слободан Милошевић је Силајџићу рекао да је, након што су издржали три године под гранатирањем муслиманска влада 'заслужила' Сарајево и додао „Борили сте се за њега а те кукавице су вас убијале са брда”

## Опсада Сарајева
До месеца маја 1992, српске снаге су успоставиле потпуну блокаду града, те су пресекле доводе хране, лекова, воде и струје за становнике. Прве две године су биле најинтензивније, када је дошло до уништења на хиљаде зграда и масовног убијања цивила минобацачком и снајперском ватром. Одређена места су постала позната као „алеја снајпера”.
Снајперско убиство Адмире Исмић и Бошка Бркића, пара који је покушао да изађе из града преко борбених линија, постало је симбол патње у граду.
Природа самог бомбардовања Сарајева је имала неколико облика:
- Специфично таргетовање — Велика већина граната је обично била усмерена на делове града под контролом снага владе Републике Босне и Херцеговине, што је сугерисало на стратегију да се ти делови прецизно погоде. Овакав вид бомбардовања је обухватао следеће (по хронолошком следу) мете: сарајевске радијске и телевизијске станице, зграду новинске куће „Ослобођење”, зграду јавног транспорта, хотел „Холидеј ин” (у којем је био велики број страних новинара), Председништво и зграду Парламента, пивницу, главну пекару, главни млин за брашно, Олимпијски комплекс, зграду поште, индустријску зону „Алипашин мост”, главни телевизијски торањ, јеврејско гробље, гробље „Лав”, градски аеродром, фабрику дувана, Башчаршију (стари део града где се налазе џамије), део Старог Града, Ново Сарајево, дистрикт радњи Васе Мискина Црног и друга места. Неки од ових делова су укупно бомбардовани 511 дана. Поред горе наведених места, Клинички центар Универзитета у Сарајеву (КЦУС), током опсаде је био под константном ватром минобацачких пројектила и снајперских пушака. Овај комплекс је од почетка опсаде био погођен најмање 264 пута.[1]
- Насумично гранатирање — Хронолошки преглед инцидената који су се дешавали током опсаде сугерише на насумично гранатирање које се спроводило кроз цивилно насељена подручја у граду. Овакво бомбардовање се дешавало у различитим деловима дана, без неког обрасца понављања, те је имало учинак стварања страха и терора у цивилној популацији. Већина жртава овог вида бомбардовања потиче из делова града који су општепознати као места где се састаје цивилно становништво: школе, пијаце, улице, паркови, спортски терени, гробља, болнице, редови за воду и хлеб.[1][37]
- Снајперска ватра — Овакав вид напада током опсаде Сарајева није имао војну сврху или војно оправдање. Вешти стрелци су често убијали своје мете са само једним метком, у главу или срце. У многим случајевима, снајперисти су таргетовали најрањивије цивиле, укључујући децу (понекад и новорођенчад),[1][35] људе који су се враћали са редова за воду носећи напуњене канистере, људе у редовима, пролазнике на раскршћима, те људе који су спасавали жртве снајперске или минобацачке ватре.[1]

### Армија Републике БиХ
Од почетка опсаде, Први сарајевски корпус је служио као одбрамбена снага унутар и око Сарајева. Иако се процењује да је број војника Првог сарајевског корпуса био много већи од снага које су вршиле опсаду, ватрена моћ Првог сарајевског корпуса је много заостајала у односу на ватрену моћ снага које су вршиле опсаду. Број војника који је учествовао у одбрани Сарајева се процењује на 25.000–70.000. У почетку опсаде, неколико особа са криминалном позадином је оформило групе за одбрану града. Појединци из ове групе су, уз помоћ банди које су деловале на линији опсаде, кријумчарили робу преко мостова на Миљацки.

### Војска Републике Српске
Сарајевско-романијски корпус који је од почетка опсаде окружио Сарајево је на располагању имао следећа наоружања: артиљерију, минобацаче, тенкове, противавионске топове, тешке митраљезе, вишецевне лансере ракета, авионске бомбе подешене за паљбу са лансера ракета (модификоване авио-бомбе) и снајперске пушке. Иако је Сарајевско-романијски корпус био супериорнији у погледу ватрене моћи, процењује се да је број војника у овим снагама био 13.000–18.000 што је много мање од броја војника укључених у одбрамбене снаге.

### Дејства Армије Републике БиХ
Армија Републике Босне и Херцеговине је током сукоба нарушила примирје или прекид ватре укупно 782 регистрована пута.
- 12. новембар — 31. децембар 1992: 253 пута
- 3. март — 6. март 1993: 15 пута
- 28. март — 1. јул 1993: 196 пута
- 10. фебруар — 27. април 1994: 318 пута

Према извештају Команде Сарајевско-романијског корпуса, само у периоду септембра, октобра и новембра 1993, након потписивања примирја 31. августа 1993, по српском делу Сарајева испаљено је 1.426 граната и велики број стрељачке муниције, посебно снајпера, од чега су погинула 24 војника, 37 теже а 251 лакше повређено.

### Дејства Војске Републике Српске
Дневно је просјечно падало 329 граната на град, а рекорд је забележен 22. јула 1993. године када је у једном дану на град испаљено 3.777 граната.

## Завршетак опсаде
Масакри на Маркалама представљају врхунац опсаде Сарајева, где је у два различита минобацачка напада на сарајевску пијацу Маркале у Сарајеву живот изгубило 105 особа. Након овог напада, НАТО је отпочео војну операцију кодног имена Операција намерна сила, с циљем умањења војне моћи Војске Републике Српске.
Споразум о проглашењу прекида ватре је постигнут у октобру 1995. године, док је са потписом Дејтонског споразума 14. децембра 1995. године у земљи проглашен мир.
Биљана Плавшић у својој књизи Сведочим тврди да је током преговора у Дејтону Слободан Милошевић предао цело Сарајево бошњачкој страни рекавши Алији Изетбеговићу: „Ето ти, Алија, цело Сарајево, заслужио си га.” Тим потезом се, према њој, више од стотину хиљада Срба из Сарајева и околине иселило из ових крајева.

## Последице
Велики број Сарајлија убијен је током опсаде. Према различитим изворима сматра се да је у просеку убијано 8 особа дневно током опсаде, док су 44 особе у просеку рањаване сваког дана. Уницеф такође наводи да је од 65.000-80.000 укупног броја деце у Сарајеву 40% је било изложено директној снајперској ватри, 51% видело да је неко убијен, 39% видело убиство једног или више чланова породице, а 89% живело у подземним склоништима. Влада Републике Босне и Херцеговине је известила о високој стопи самоубистава и скоро двоструком броју абортуса, као и o паду у броју рођених од 50% од почетка опсаде.
Када се говори о штетама на имањима и структурним објектима, Влада Републике Босне и Херцеговине је проценила да је бомбардовање уништило преко 10.000 a оштетило преко 100.000 станова. Неки од уништених објеката су укључивали и старије објекте као што је Национална библиотека (бивша Градска већница), Оријентални институт у Сарајеву где је изгубљена рукописна збирка са 5263 кодекса на арапском, турском и перзијском језику, Манускрипта турцица, збирка сиџила, Вилајетски архив са преко 200.000 докумената, збирка тапија и преко 15.000 књига, али и новије попут Олимпијског музеја и других објеката изграђених за ЗОИ 1984. у Сарајеву.